# 松本達郎
松本 達郎（まつもと たつろう、1913年11月2日 - 2009年2月7日）は、日本の地質学者。

## 経歴
出生から修学期
1913年、東京府東京市小石川区で心理学者・松本亦太郎の三男として生まれた。旧制静岡高等学校に入学し、在学中に地学を今野円蔵から学んだ。1933年、高等学校を卒業して東京帝国大学理科大学地質学科に進んだ。大学では小林貞一に師事。1936年に卒業論文『九州大野川盆地の地史学的研究』を提出して卒業し、同大学大学院に進んだ。大学院在学中は小林貞一のアメリカ留学と重なったため、その間併任となっていた東北帝国大学の矢部長克の指導を受けた。
1936年、九州帝国大学理学部助教授に就いた。1944年、英文執筆した学位論文『日本白亜系層序の基礎的研究』を東京帝国大学に提出し、理学博士号を取得。また、同1944年に教授に昇格。
戦後
1977年に九州大学を退官し、名誉教授となった。その後は同年より西南学院大学教授として教鞭を執った。1986年に西南学院大学を退職。1996年、日本学士院会員に選出された。2009年に心不全で死去。
委員ほか
- 国際古生物協会副会長(1972-1976年)
- 日本地質学会会長(1974-1976年)

## 研究内容・業績
地質学のうち白亜紀地層の研究を専門とした。戦前は大日本帝国の勢力範囲の伸張に合わせて、樺太やマラヤなど環太平洋圏の白亜系の同定を積極的に進めた。戦後も日本各地の白亜系層序の研究を行ったが、特に白亜紀の海洋化石産地として世界に名高い蝦夷層群の発掘研究を行い、示準化石であるアンモナイトやイノセラムスを多数発見し、白亜紀における進化の詳細を明らかにした。

## 家族・親族
- 父：松本亦太郎は心理学者。父も日本学士院会員に選出された。
- 岳父：佐久間鼎は心理学者・言語学者。したがって、義弟（妻の弟）は心理学者の佐久間章[6]。

## 著作
著書
- 『敷香郡気屯保恵間地質調査報告』大石三郎と共著、樺太庁 1930年代
- 『日本地史学の課題』平凡社 1949
- 『球磨川下流々域』九州大学理学部地質学教室編 1952
- 『地史学』共著、朝倉書店 1956
- 『九州地方』(日本地方地質誌 8) 野田光雄・宮久三千年共著 朝倉書店 1962

## 参考資料
- 西田民雄・平野弘道・棚部一成・利光誠一「名誉会長 松本達郎先生を悼む」『化石』86, 2009年, 87-88頁PDF.